# 浦部和好
浦部 和好（うらべ かずよし、1942年11月25日 - ）は、日本の外交官。富山県警察本部長、外務省欧亜局長、外務省大臣官房長、内閣官房副長官補、在エジプト特命全権大使等を務めた。

## 人物
東京都出身。東京都立立川高等学校を経て、1966年に一橋大学法学部を卒業し外務省入省。フランス語研修を受ける。条約局、在ベルギー大使館、在フランス大使館一等書記官、在大韓民国大使館参事官、富山県警察本部長、ストラスブール総領事などを歴任。
1995年外務省欧亜局長就任。1997年にロシアのイリューシン第一副首相が予定されていた訪日を突然中止し、スイスを訪問していた問題では、アレクサンドル・パノフ駐日ロシア大使を呼び出して説明を求めたが、パノフ大使は「本国の事情については知らない」と説明するのみであり、その後橋本宏外務報道官は「理解に苦しむ。遺憾の念を禁じ得ない。納得いく説明があってしかるべきだ。」と、記者会見で述べた。 
1997年には外務省大臣官房長に就任。外務省独自に行ってきた外務公務員1種試験を廃止し、国家公務員1種試験と統合する方針を公務員制度調査会で表明した。
野上義二事務次官から竹内行夫、高野紀元、大島正太郎とともに後任次官候補として挙げられていたが、外務省機密費流用事件の機密費流用があった1997年から1999年に外務省大臣官房長を務めていたことから監督責任を問われ、厳重訓戒処分を受けていたため、最終的に次官に就任することはなく、内閣官房副長官補や駐エジプト特命全権大使を務めた後、2004年退官。

## 経歴
- 1965年9月 外務公務員採用上級試験合格
- 1966年3月 一橋大学法学部卒業
- 1966年4月 外務省入省（条約局）
- 1966年6月 在フランス日本国大使館外交官補
- 1968年7月 在ベルギー日本国大使館三等書記官
- 1971年5月 外務省中近東アフリカ局アフリカ課
- 1973年7月 外務省情報文化局国内広報課
- 1974年4月 外務省経済協力局技術協力第二課
- 1975年1月 外務省経済協力局開発協力室
- 1975年4月 外務省経済協力局開発協力課
- 1976年7月 在メキシコ日本国大使館一等書記官
- 1978年7月 在フランス日本国大使館一等書記官
- 1980年11月 外務省経済局国際経済第一課
- 1982年7月 外務省経済協力局経済協力第二課長[1]
- 1984年6月 在タイ日本国大使館参事官
- 1987年7月 在大韓民国日本国大使館参事官[1]
- 1989年3月 警視長、警察庁警務局付
- 1989年4月1日 富山県警察本部長（警視長）
- 1991年1月21日 外務省大臣官房外務参事官兼アジア局
- 1992年5月12日 初代ストラスブール総領事
- 1995年8月4日 外務省欧亜局長
- 1997年5月8日 外務省大臣官房長
- 1999年8月16日 在バングラデシュ特命全権大使
- 2001年1月6日 内閣官房副長官補、インドシナ難民対策連絡調整会議事務局局長
- 2001年4月27日 内閣官房副長官補（再任）
- 2002年10月7日 在エジプト特命全権大使
- 2004年7月30日 退官
  - 社団法人先端技術産業戦略推進機構評議員
- 2011年11月 司法書士登録[6]
- 2012年4月 公益財団法人中東調査会評議員
- 2013年1月 マルハンジャパン銀行（MARUHAN Japan Bank Plc）独立役員
- 2014年6月 公益財団法人中東調査会評議員会議長
- 2018年11月 瑞宝重光章受章